# Абатска бира
Абатска бира (на нидерландски: Abdijbier; на френски: Bière d'abbaye) е родово наименование за вид бира в стил белгийски силен ейл, произведена в трапистки стил, която обаче се прави от нетрапистки или от търговски (светски) пивоварни.

## Произход на наименованието „абатска бира“
Обозначението „абатска бира“ както и „монашеска бира“ или „манастирска бира“ първоначално се използва като общо за всички монашески или направени в монашески стил бири.
През ХХ век, нарастващата популярност на трапистките бири, води до множество злоупотреби, особено през 1930-те и 1950-те години, от страна на недобросъвестни пивовари, които без да имат никаква връзка с траписткия орден, започват да поставят на произвежданите от тях бири наименованието „трапистка бира“. Върху етикетите се появяват монаси в дрехи, подобни на тези на монасите-траписти, или се ползват имената на разрушени, изоставени и вече несъществуващи цистерциански или трапистки абатства. Резултатът е пълно объркване на потребителите и трапистките абатства са принудени да започнат съдебни дела срещу някои от тези пивовари, за да се изясни ситуацията с трапистката бира за потребителите.
През 1932 г. абатството Вестмале регистрира като търговска марка наименованието „Trappistenbier“. През 1935 г. възниква разногласие между абатството и белгийски пивовар от района на Антверпен (Белгия), който произвежда и продава бира, обозначена като „трапистка“. Монасите завеждат дело за нелоялна конкуренция, като претендират обезщетение за претърпени вреди в размер на 250 000 белгийски франка. Търговският съд на Антверпен отхвърля иска, като изтъква в решението си, че наименованието „трапистка“ не е специална марка, а се отнася за няколко бири, произвеждани в различни трапистки абатства, както и че трапистките монаси и абатства не са търговци (нямат търговско качество по смисъла на търговското право), поради което не могат да претендират обезщетение за нелоялна конкуренция от истински търговец (лице което има качеството търговец по смисъла на търговското право). 
Това решение, макар и обосновано с формални доводи, става причина през следващите 30 години – до 1962 г. няколко немонашески и светски пивоварни да използват наименованието „трапистка бира“ в търговските марки на бирите си.
През 1960 г. пивоварната „Brasserie de Veltem“ от Льовен пуска на пазара бира с името „Veltem Trappist“. Този път абатство Орвал започва съдебна процедура против злоупотребата с името. На 28 февруари 1962 г. съдът в Гент (Белгия) постановява осъдително решение срещу пивоварната „Veltem“ за злоупотреба с търговската марка „Veltem Trappist“. В решението на съда се посочва: „... Наименованието „трапистка“ се използва често, за да се обозначи една бира, произведена и продавана от монаси, принадлежащи към Ордена на трапистите, или от хора, които са получили разрешение за това... така че „трапистка бира“ се нарича бирата, произведена от трапистки монаси, а не бира в трапистки стил, която по-скоро трябва да се нарича „абатска бира“...“. 
Решението на съда в Гент има важно значение за защита на наименованието на продуктите, произвеждани в трапистките манастири. Тъй като името „трапистка“ обозначава произхода на продукта, след постановяване на решението всички фирми, които без основание използват наименованията „трапистки“ или „трапистка бира“ на етикетите на своите бири, могат да бъдат съдени за злоупотреба и използване на нечестни бизнес практики. Решението на съда в Гент дефинира в правен аспект понятието „трапистка бира“, както и категорията на т.нар. „абатски бири“, които са произведени от комерсиални пивоварни в „трапистки стил“.
На 6 септември 1985 г., Търговският съд в Брюксел постановява още по-категорично решение: „...Сега е общоизвестно, че съществуват специални стандарти за качеството на продуктите, произведени от монашески общности, и това е особено вярно за трапистките абатства...“. 
Опитите за неправомерна търговска експлоатация на наименованието принуждават през 1997 г. осем трапистки абатства да основат „Международната трапистка асоциация“ (ITA), която защитава интересите на автентичното трапистко производство и гарантира качеството и уникалността му чрез присъждане на знака и логото „Автентичен трапистки продукт“.
След въвеждане на официално обозначение за бирата, произвеждана в трапистките манастири с логото „Автентичен трапистки продукт“, от Международната трапистка асоциация през 1997 г., с наименованието „абатска бира“ започват да се обозначават бирите, подобни по стил или представяне на трапистките бири. По същество трапистката бира също е абатска бира, тъй като се произвежда от монаси в абатски пивоварни, но терминът „абатска бира“ е въведен, за да се забрани на не-трапистките пивоварни да използват обозначението „трапистка бира“, а и да се отграничат в отделна категория всички останали бири в трапистки стил.
С оглед на това отграничение „абатска бира“ може да бъде бирата:
- произведена в монашеска пивоварна от монаси, които не принадлежат към Траписткия орден – като цистерцианци, бенедиктинци и др.; или
- произведена от търговска (светска) пивоварна въз основа на търговско споразумение (или лиценз), сключено със съществуващо католическо абатство;
- произведена от търговска (светска) пивоварна и носеща търговска марка с името на вече несъществуващо (историческо) или фиктивно (измислено) абатство; или
- произведена от търговска (светска) пивоварна и носещи търговска марка с име, което се свързва косвено с църквата или монашеството – пр. име на християнски символ, църква или светец, без да се свързва с конкретно абатство.

Абатски бири в трапистки стил се произвеждат основно в Белгия, Нидерландия и Франция, както и от отделни пивоварни в САЩ и Канада.
Всички абатски бири са от типа белгийски ейл, направени по метода на горната ферментация. По това те се отличават от манастирските бири, които се произвеждат в Германия, Австрия, Чехия и др. източноевропейски страни, които освен ейлове, могат да са и лагери, направени по метода на долната ферментация. Тези бири също, основателно или не, експлоатират името „манастирска бира“, като се произвеждат както в манастирски, така и в светски пивоварни. В Германия манастирската бира е известна и под името клостер бира (на немски: Kloster bier – „манастирска бира“). Както и при абатската бира понятието „клостер бира“ е родово за бири от различни марки и стилове (ейлове и лагери), обединени единствено по признака манастирски произход или наименование.

## Видове абатска бира
Въпреки че абатската бира не съответства задължително на точно определен стил бира, повечето пивовари включват в асортимента си свои версии на най-разпознаваемите и отличителни трапистки видове бира в стил „белгийски силен ейл“ (belgian strong ale) с неговите подкатегории: белгийски блонд ейл (belgian blonde ale), белгийски дубъл ейл (belgian dubbel ale) и белгийски трипъл ейл (belgian tripel ale) и белгийски тъмен силен ейл (belgian dark strong ale).
Някои пивоварни не се ограничават само до трапистките образци, а експериментират и в други стилове: пшенична уит бира (пр. Grimbergen Blanche, Floreffe Blanche, St.Bernardus Witbier), плодова бира (Grimbergen Rouge, Leffe Ruby), коледна бира (пр. Abbaye de Saint Martin Cuvée de Noël, Affligem Noël, Leffe Noël, Saint-Feuillien Cuvée de Noël, St.Bernardus Christmas Ale), бок бира (пр. Steenbrugge Abdij Bock, St.Bernardus Bock) и др.
Съвременните пивоварни, произвеждащи абатска бира, варират от малки микропивоварни до международни промишлени корпорации.

## Лого „Призната белгийска абатска бира“
През 1999 г. Съюзът на белгийските пивовари (Unie van de Belgische Brouwers) утвърждава марка и лого „Призната белгийска абатска бира“ (на холандски:Erkend Belgisch Abdijbier, на френски: Bière Belge d'Abbaye Reconnue), ползването на които се предоставя на конкретни пивоварни при определени условия. Логото изобразява стилизирана чаша с кафява бира, вписана в готически прозорец-арка. Логото може да бъде използвано при наличието на определени условия.
- За абатските бири, които са съществували през 1999 г.:

1. Пивоварната да е член на Съюза на белгийските пивовари.
2. Пивоварната да има определена връзка със съществуващо или бивше абатство.
3. Пивоварната да заплаща отчисления за благотворителни или културни цели на абатството или на фондация, свързана с бивше абатство.
4. Абатството или фондацията да имат право да упражняват определен контрол по отношение на рекламата и предлагането и на пазара.
- За абатски бири, които са на пазара след 1999 г.:

1. Пивоварната да е член на Съюза на белгийските пивовари.
2. Бирата се вари и се продава от съществуващи нетрапистки абатства, или по лиценз от промишлени пивоварни, предоставен въз основа на договор със съответно абатство.
3. Пивоварната да заплаща отчисления за благотворителни или културни цели на абатството.
4. Бирата да има исторически корени, което означава, че абатството е произвеждало бира в миналото.
5. Абатството или фондацията, която управлява или поддържа имота на историческо абатство, да имат право да упражняват определен контрол по отношение на рекламата и предлагането на бирата на пазара.

## Признати белгийски абатски бири
По данни за 2011 г., сертифицирани като „Призната белгийска абатстка бира“ (Erkend Belgisch Abdijbier) са следните търговски марки бира:
| Бира                  | Пивоварна                  | Абатство                     |
| --------------------- | -------------------------- | ---------------------------- |
| Абеи д'Олн            | Brasserie du Val de Sambre | Абатство Олн                 |
| Абеи дьо Камброн      | Brasserie de Silly         | Абатство Камброн             |
| Абеи дьо Бон-Есперанс | Brouwerij Lefebvre         | Абатство Бон-Есперанс        |
| Абеи дьо Сен Мартен   | Brasserie de Brunehaut     | Абатство Сен Мартен (Турне)  |
| Дендермонде           | Brouwerij De Block         | Абатство Дендермонде         |
| Афлигем               | Brouwerij De Smedt         | Абатство Афлигем             |
| Борнем                | Brouwerij Van Steenberge   | Абатство Борнем              |
| Енаме                 | Brouwerij Roman            | Абатство Енаме               |
| Флореф                | Brouwerij Lefebvre         | Абатство Флореф              |
| Гримберген            | Alken-Maes                 | Абатство Гримберген          |
| Херкенроде            | Brouwerij Sint-Jozef       | Абатство Херкенроде          |
| Кайзерсберг           | Brouwerij Van Steenberge   | Абатство Кайзерсберг         |
| Лефе                  | Anheuser-Busch InBev       | Абатство Лефе                |
| Маредсу               | Brouwerij Duvel Moortgat   | Абатство Маредсу             |
| Постел                | Brouwerij De Smedt         | Абатство Постел              |
| Раме                  | Brasserie Du Bocq          | Абатство Раме                |
| Сен Фюлин             | Brasserie Friart           | Абатство Сен Фюлин дю Рьолкс |
| Стеенбрюге            | Brouwerij De Gouden Boom   | Абатство Стеенбрюге          |
| Синт Идесбалд         | Brouwerij Huyghe           | Абатство Тен Дайнен          |
| Тер Долен             | Kasteelbrouwerij De Dool   | Абатство Синт Тройден        |
| Тонгерло              | Brouwerij Haacht           | Абатство Тонгерло            |
| Вал Дийо              | Brouwerij Val-Dieu         | Абатство Вал Дийо            |

## Несертифицирани абатски бири
Тези бири, продукт на белгийски, нидерландски и френски пивоварни, имат наименования, които се свързват косвено с църквата или монашеството – пр. име на християнски символ, църква или светец, без да са свързвани с конкретно абатство или носят име на фиктивно или историческо (съществувало в миналото) абатство.
„Абатска бира“ не е защитено наименование за произход и може да се използва свободно от всяка пивоварна.
Примери за несертифицирани абатски бири са: Corsendonk, Florival, Het Kapittel, Sancti Adalberti, Sint Bernardus.
Бири свързани с исторически абатства са:
| Бира                        | Пивоварна                  | Абатство                          |
| --------------------------- | -------------------------- | --------------------------------- |
| Абеи дьо Бонеф              | De Proefbrouwerij          | Абатство Бонеф                    |
| Абеи дьо Брон               | Brasserie Lefebvre         | Абатство Сен Жерар дьо Брон       |
| Елисем                      | Brasserie du Val de Sambre | Абатство Елисем                   |
| Абеи дьо Дюлюгем            | Brasserie Lefebvre         | Абатство Дюлюгем                  |
| Абеи дьо Форе               | Brasserie de Silly         | Абатство Форе                     |
| Абеи дьо Жамблу             | Brouwerij Lefebvre         | Абатство Жамблу                   |
| Абеи дьо Креспин            | Les Brasseurs De Gayant    | Абатство Креспин                  |
| Абеи дьо ла Тур             | Brasserie Brootcoorens     | Абатство Ла Тур                   |
| Абеи дьо Малон              | Haacht                     | Абатство Малон                    |
| Абеи дю Парк                | Haacht                     | Абатство Парк                     |
| Абеи дьо Премонтре          | Les Brasseurs de Lorraine  | Абатство Премонтре (Понт а Мусон) |
| Абеи дьо Валман             | Brasserie d’Oc             | Абатство Валман                   |
| Абеи дьо Фонфроад           | Brasserie d’Oc             | Абатство Фонфроад                 |
| Абдеи ван Розенберг         | Brouwerij Van Steenberge   | Абатство Розенберг                |
| Херардус Витемс Клостербиер | Gulpener Bierbrouwerij     | Манастир Витем                    |
| Абеи дьо Воклер             | Les Brasseurs De Gayant    | Абатство Воклер                   |